# Comté de Douglas (Oregon)
Pour les articles homonymes, voir Comté de Douglas.
Le comté de Douglas (anglais : Douglas County) est un comté situé dans l'ouest de l'État de l'Oregon aux États-Unis. Il est nommé en l'honneur de Stephen A. Douglas, un homme politique américain. Le siège du comté est Roseburg. Selon le recensement de 2000, sa population est de 100 399 habitants.

## Géographie
Le comté a une superficie de 13 297 km², dont 13 045 km² est de terre. 

### Comtés adjacents
- Comté de Lane (nord)
- Comté de Klamath (est)
- Comté de Jackson (sud)
- Comté de Josephine (sud)
- Comté de Curry (sud-ouest)
- Comté de Coos (sud-ouest)

## Photos

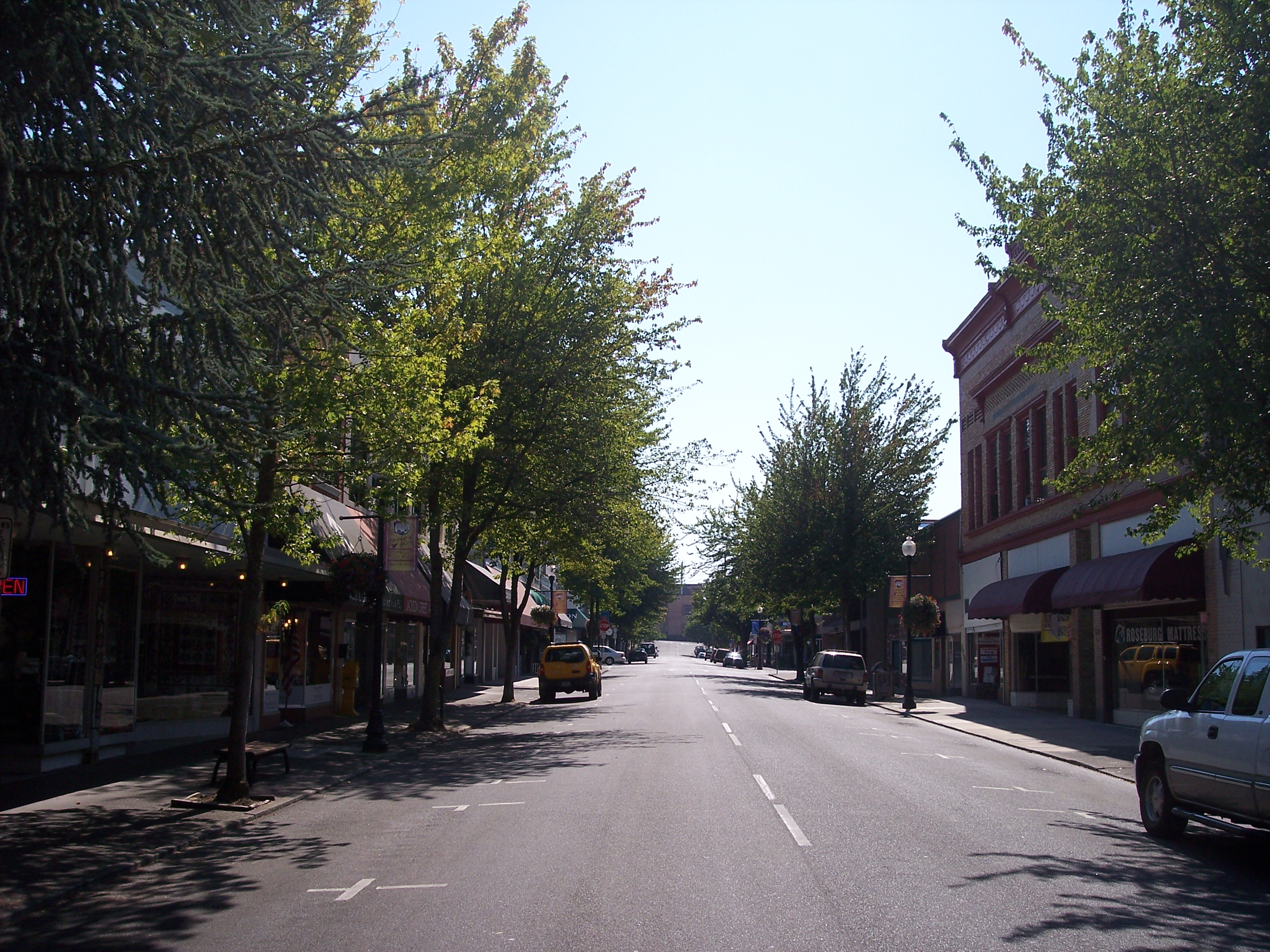
Jackson Street à Roseburg.
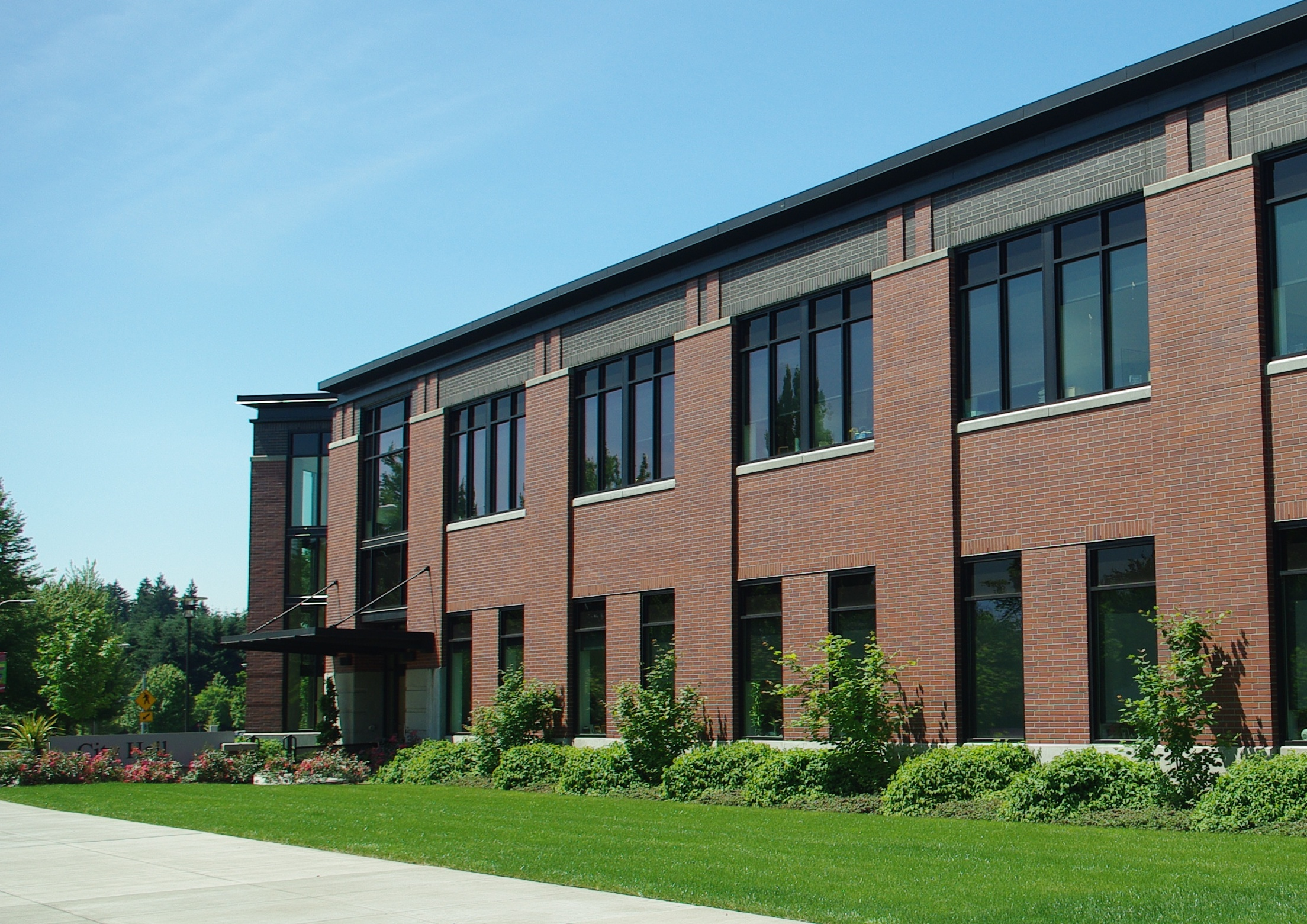
Mairie de Wilsonville.
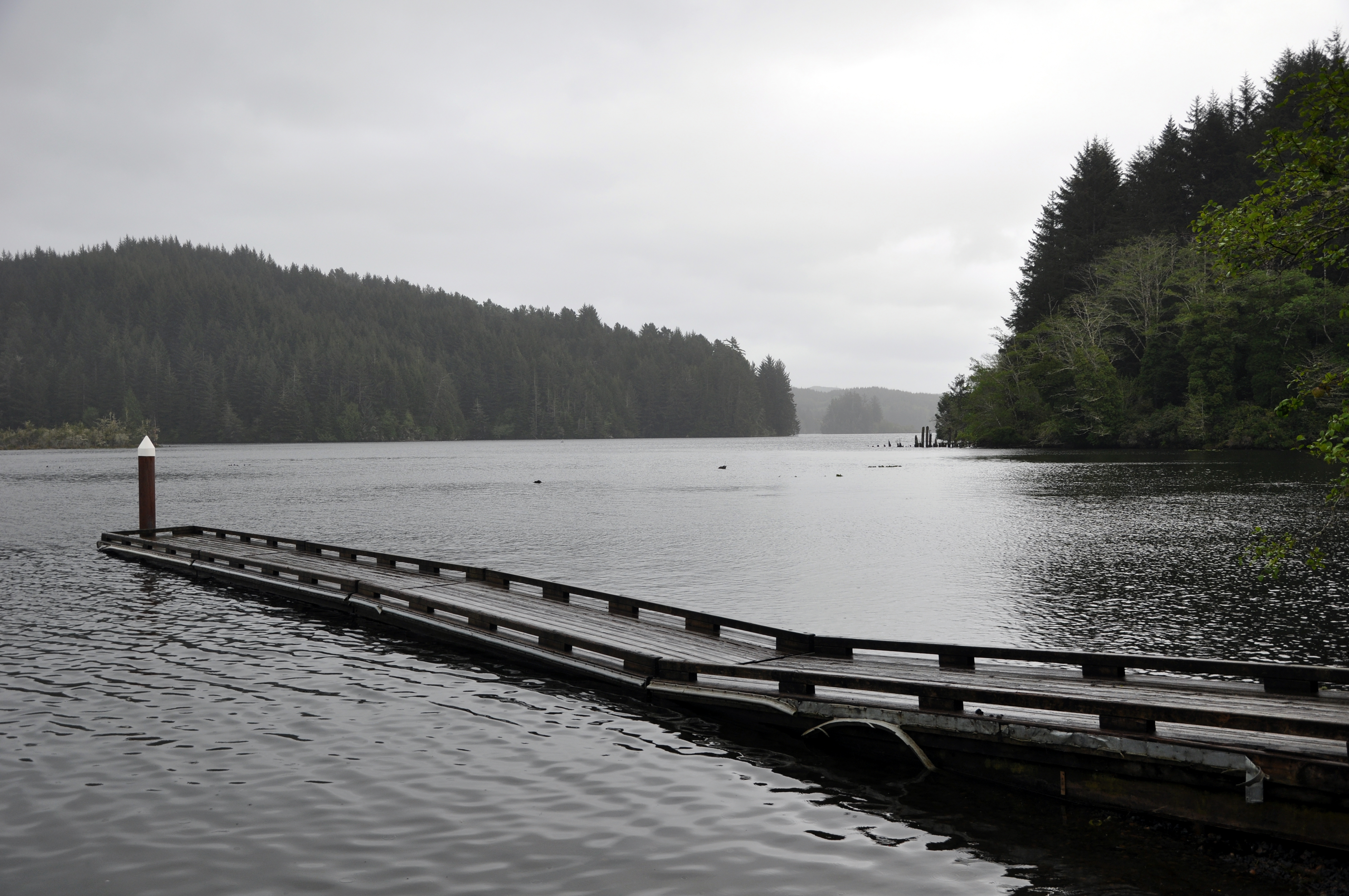
Le lac Tahkenitch.
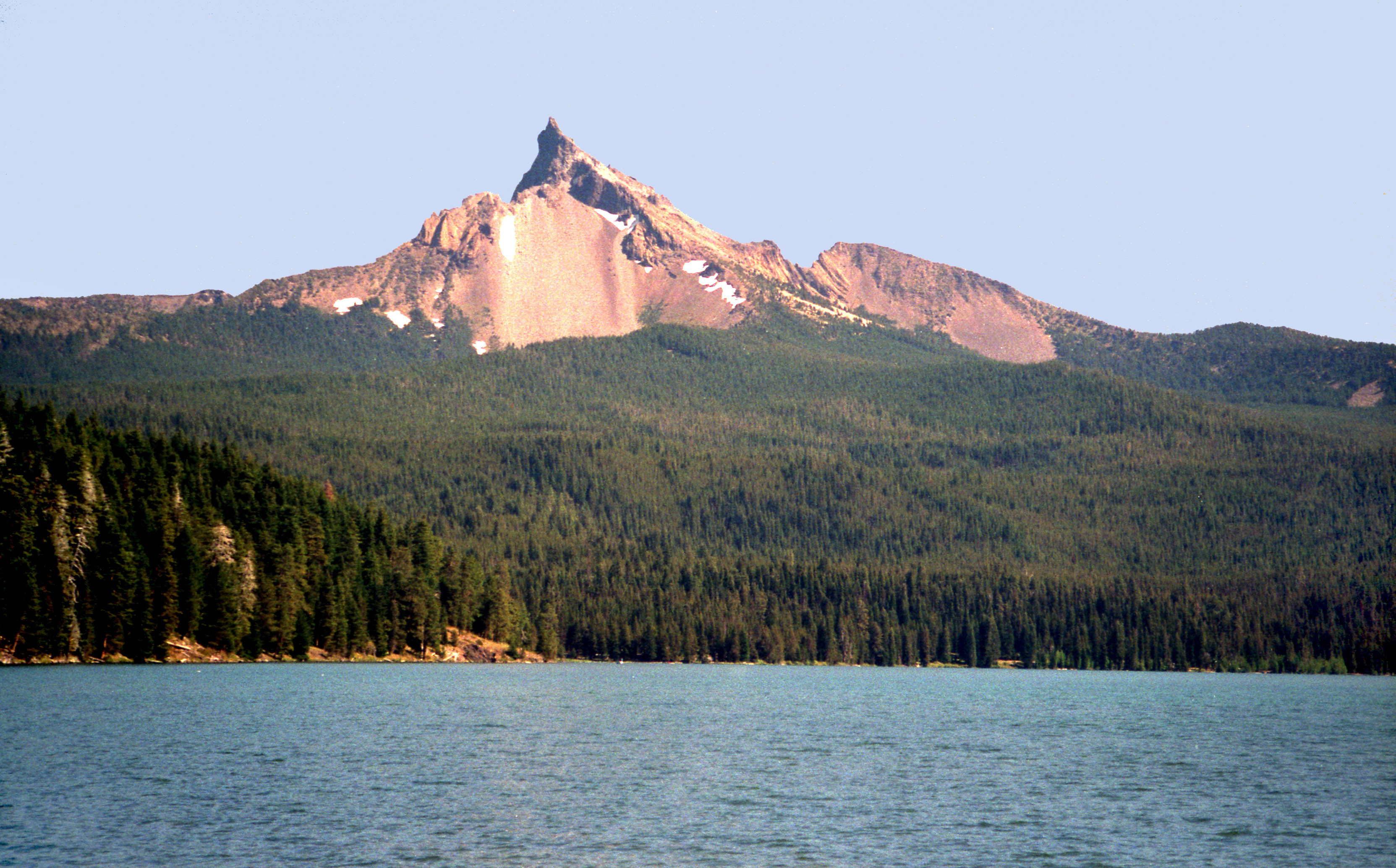
Le mont Thielsen vu depuis le lac Diamond.
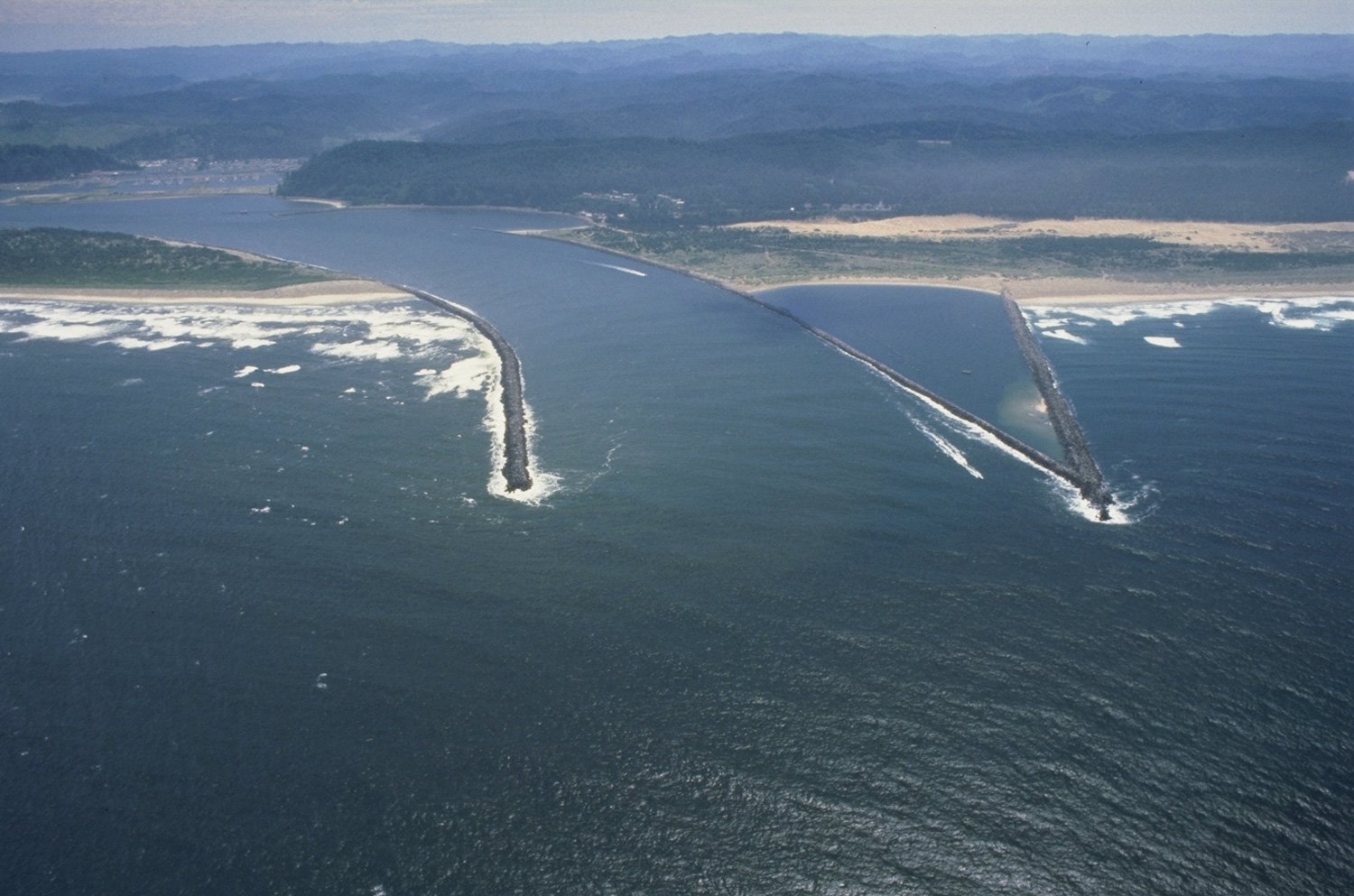
Embouchure de l'Umpqua, fleuve qui coule entièrement dans le comté.